# Boulevard Laveran
Le boulevard Laveran est une voie marseillaise située dans le 13e arrondissement de Marseille. 

## Situation et accès
Elle va de l'avenue de Valdonne au chemin du Merlan à la Rose.

## Origine du nom
Le boulevard porte le nom d’Alphonse Laveran, médecin français (1845-1922).

## Historique
Il porte sa dénomination actuelle après délibération du Conseil municipal du 26 janvier 1976.

## Bâtiments remarquables et lieux de mémoire
- L’hôpital Laveran est longé par la rue sur une grande partie de sa longueur, du début jusqu’au pont qui passe au-dessus de la rocade L2.
- Au numéro 23 se trouve le lycée Denis-Diderot.